# Болонья (провінція)
Провінція Болонья (італ. Provincia di Bologna) — колишня провінція в Італії, у регіоні Емілія-Романья. З 1 січня 2015 року замінена метрополійним містом Болонья
Площа провінції — 3 703 км², населення — 1 000 896 осіб.
Столицею провінції було місто Болонья.

## Географія
Провінція межувала на півночі з провінцією Феррара; на сході з провінцією Равенна; на півдні з провінцією Фіренце, провінцією Прато і провінцією Пістоя, на заході з провінцією Модена.

## Основні муніципалітети
Найбільші за кількістю мешканців муніципалітети (ISTAT):
- Болонья — 373.170 осіб
- Імола — 66.842 осіб
- Казалеккіо-ді-Рено — 34.687 осіб
- Сан-Лаццаро-ді-Савена — 30.200 осіб
- Сан-Джуянні-ін-Персічето — 25.906 осіб